# فیلیس هیور
فیلیس هِـیوِر (انگلیسی: Phyllis Haver) بازیگر آمریکایی سینما در دوران صامت بود.
او مابین سال‌های ۱۹۱۵ تا ۱۹۳۰ میلادی فعالیت می‌کرد و در سن ۶۱ سالگی بر اثر مصرف بیش‌ازحد باربیتوراتها (احتمالاً تلاشی برای خودکشی) درگذشت. او هیچ بازمانده‌ای نداشت.
از فیلم‌هایی که وی در آن‌ها نقش داشته است، می‌توان به شیفته بالون ، یانکی دودل در برلین، سالومه در برابر شنندوا، قهرمان یک شهر کوچک، عشق، شرافت و سلوک، پائین مزرعه، ۳ مرد بد، افتخار دیگر ارزشی ندارد و دن خوان اشاره نمود.